# Vazeilles-Limandre
Vazeilles-Limandre település Franciaországban, Haute-Loire megyében. Lakosainak száma 265 fő (2022. január 1.). Vazeilles-Limandre Vissac-Auteyrac, Fix-Saint-Geneys, Lissac, Loudes, Saint-Jean-de-Nay és Vernassal községekkel határos.

## Népesség
A település népessége az elmúlt években az alábbi módon változott:
| Lakosok száma | 263  | 224  | 202  | 226  | 255  | 252  | 253  | 267  | 266  | 265  |
|               | 1968 | 1982 | 1990 | 2006 | 2013 | 2015 | 2017 | 2019 | 2020 | 2022 |